# Alma (Arkansas)
Alma è una città nella contea di Crawford, nello Stato americano dell'Arkansas. Nel censimento del 2010 aveva una popolazione di 5 419 abitanti e una densità abitativa di 375,64 abitanti per km².

## Geografia fisica
Alma ha una superficie totale di 14,43 km² dei quali 13,99 sono di terra ferma e 0,44 km² sono di acqua.